# Visor (fotografia)

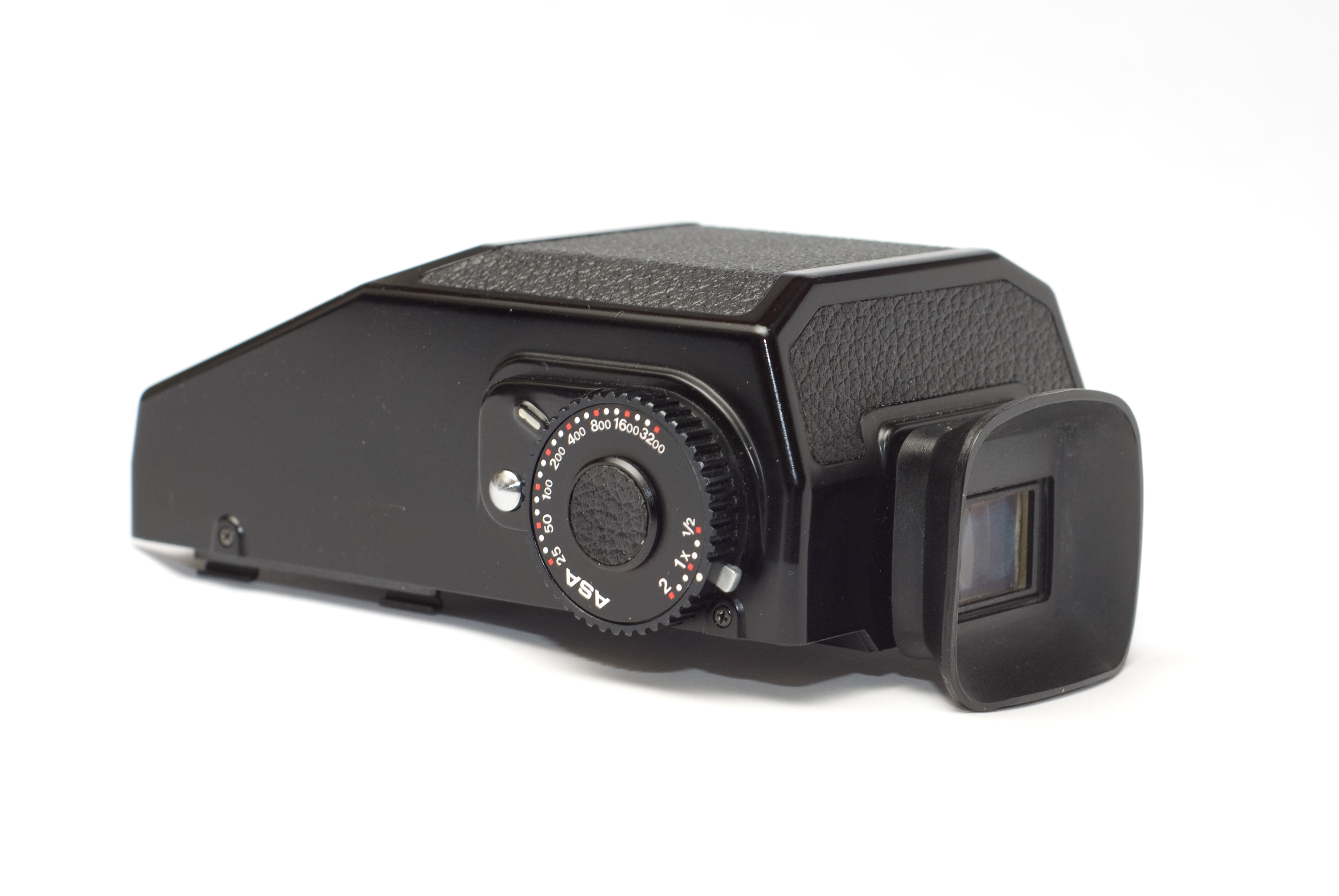
Um visor para câmeras Bronica de formato médio da série ETR. O seletor é usado para configurar o exposímetro embutido.

Em fotografia, um visor é o dispositivo pelo qual o fotógrafo enxerga para compor, e em muitos casos focar, a imagem. Muitos visores são separados e sofrem de paralaxe, enquanto a câmera reflex monobjetiva deixa que o visor utilize o sistema óptico principal. Os visores são utilizados em várias câmeras de diferentes tipos: fixas e de cinema, de filme, analógicas e digitais. Uma câmera com zoom geralmente amplia seu ocular em sincronia com sua lente, com exceção das câmeras telêmetro.
Os visores podem ser ópticos ou eletrônicos. Um visor óptico é simplesmente um telescópio invertido montado para ver o que a câmera visualizará. 

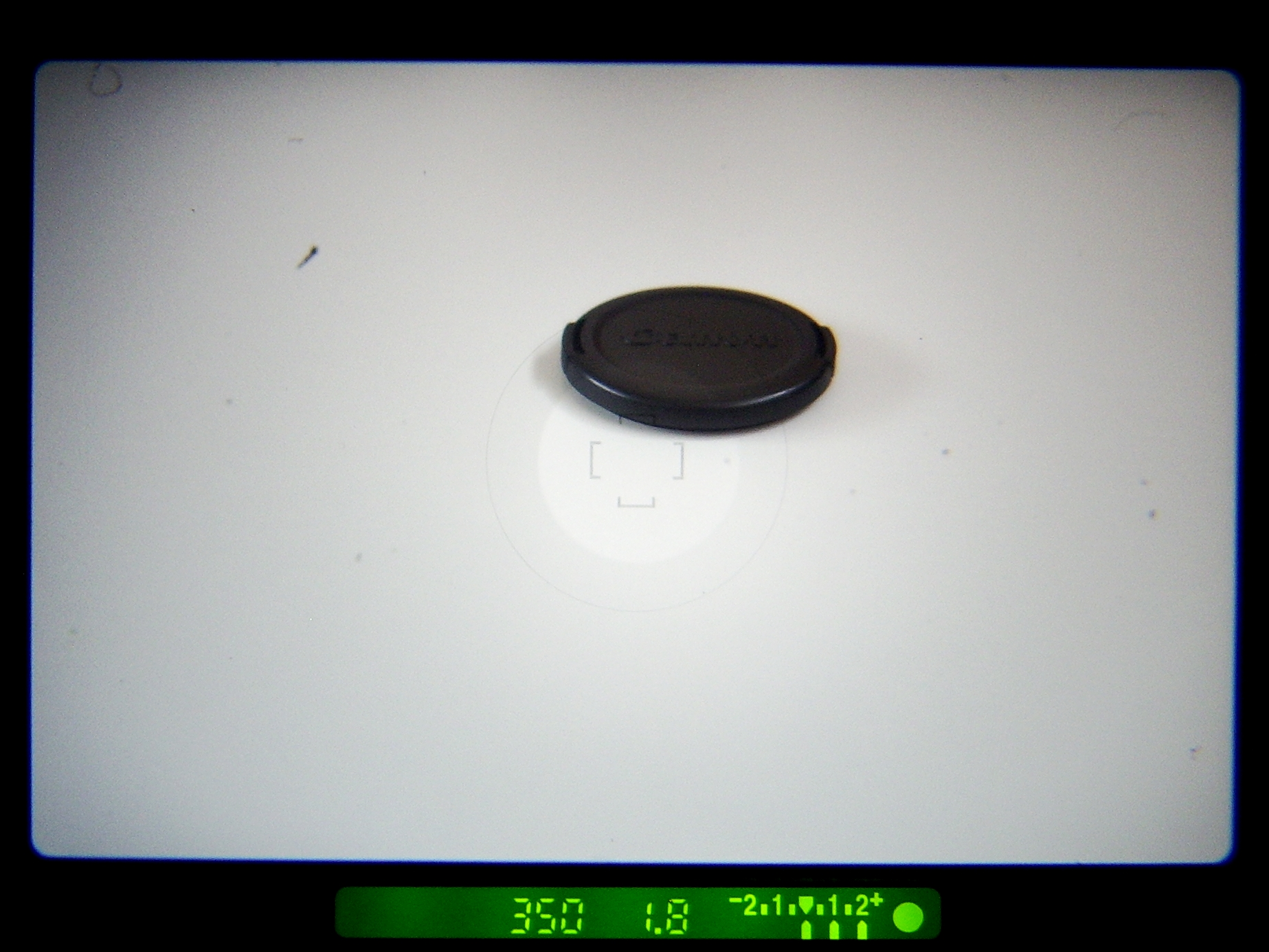
Típica informação de um visor de câmeras reflex monobjetivas de filme